# Mireille Darc
Mireille Darc, nata Mireille Christiane Gabrielle Aimée Aigroz (Tolone, 15 maggio 1938 – Parigi, 28 agosto 2017), è stata un'attrice e regista francese.

## Biografia
Nata a Tolone, frequentò il Conservatorio d'arte drammatica della città e si trasferì quindi a Parigi nel 1959 per lavorare come modella e seguire i corsi di recitazione di Maurice Escande e Raymond Rouleau. Iniziò ad apparire in piccole parti al cinema e si affermò in televisione con La Grande Bretèche (1960) e Hauteclair (1961). Sul grande schermo interpretò per alcuni anni ruoli secondari, solitamente accanto ad attrici più celebri o come unica interprete femminile di film gialli di netta prevalenza maschile in cui la sua capigliatura bionda a caschetto e i suoi lineamenti spesso imbronciati costituirono un elemento malizioso o ingenuo.
Il primo ruolo di rilievo sul grande schermo fu nel film commedia I tre affari del signor Duval (1963), in cui interpretò il ruolo della figlia di Léonard Monestier (Louis de Funès). Ma fu il regista Georges Lautner a lanciarla nel 1965 con il ruolo di protagonista nel film drammatico Galia (1965), cui seguì l'anno successivo il poliziesco Rififi internazionale (1966) di Denys de La Patellière, in cui l'attrice si affermò definitivamente grazie alla sua recitazione sfumatamente sensuale e al suo fisico androgino.
Sotto la direzione di Lautner, Mireille Darc interpretò in tutto tredici film prevalentemente drammatici e polizieschi, disegnando personaggi anticonformisti e non privi di notazioni umoristiche. Durante gli anni sessanta, l'attrice lavorò per diversi celebri registi, tra cui Jean-Luc Godard nel dramma Week-end, un uomo e una donna dal sabato alla domenica (1967), dove impersonò efficacemente una moglie ambigua e indecisa.
Durante le riprese del film Addio Jeff! (1969), la Darc si innamorò del co-protagonista Alain Delon e tra i due nacque un sodalizio sentimentale e artistico che durò per quindici anni. L'attrice comparve in due dei maggiori successi di Delon, Borsalino (1970) e Borsalino and Co. (1974), e lo affiancò in altre pellicole poliziesche quali Esecutore oltre la legge (1974) e Per la pelle di un poliziotto (1981). La Darc dimostrò versatilità anche nella commedia, genere in cui vanno ricordati il film Alto, biondo e... con una scarpa nera (1972) e il suo sequel Il grande biondo (1974), entrambi diretti da Yves Robert e interpretati a fianco del comico Pierre Richard. Nella prima delle due pellicole, la Darc indossa un abito di Guy Laroche dall'audace scollatura sulla schiena, che contribuì a fare di lei uno dei sex symbol degli anni settanta.
Verso la fine del decennio, la sua carriera entrò in una fase di declino. L'attrice si distinse ancora in alcune commedie quali Mai prima del matrimonio (1982) di Daniel Ceccaldi, ma dovette interrompere l'attività artistica in seguito a un grave incidente automobilistico e a un intervento chirurgico a cuore aperto. Ripresasi dai problemi di salute, si dedicò alla regia con il dramma psicologico La Barbare, che diresse nel 1989, mentre dagli anni novanta lavorò prevalentemente per la televisione, sia come attrice sia come regista di telefilm e reportage. 
Malata da tempo, muore in un ospedale di Parigi il 28 agosto 2017; dopo quattro giorni è stato celebrato il funerale, presente anche Alain Delon e tanti artisti, nella chiesa di Saint-Sulpice, nel quartiere di Saint-Germain-des-Prés a Parigi. Riposa al cimitero di Montparnasse.

## Vita privata
Dopo la fine della lunga relazione con Alain Delon (dal 1968 al 1983), fu compagna del giornalista e scrittore Pierre Barret, direttore dell'emittente radiofonica francese Europe 1, morto di cancro il 17 ottobre 1988. Nel 1996 incontrò l'architetto Pascal Desprez, che sposò il 29 giugno 2002. Non ha mai avuto figli.
Nel 2005 l'attrice pubblicò la propria autobiografia, Tant que battra mon coeur, mentre nel 2006 fu insignita dal presidente francese Jacques Chirac della prestigiosa onorificenza della Legion d'Onore.

## Filmografia parziale

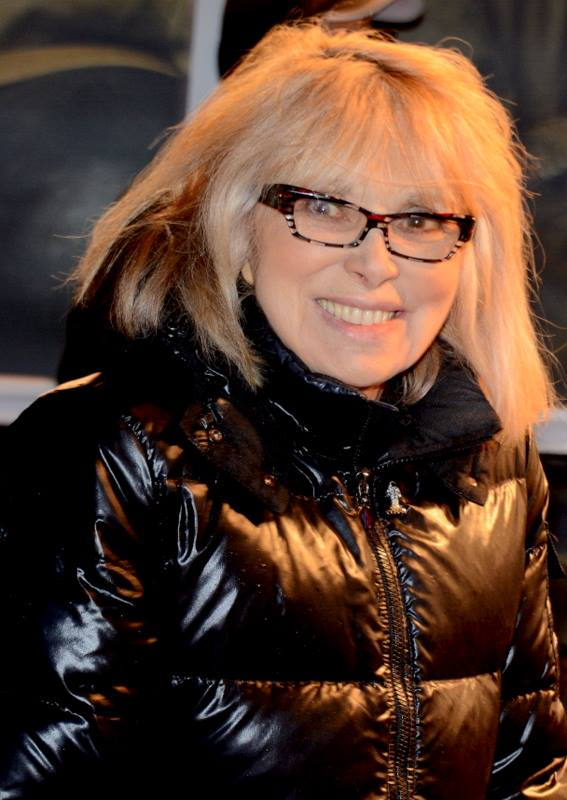
Mireille Darc (2014)

### Cinema
- Le distrazioni (Les Distractions), regia di Jacques Dupont (1960)
- La revenante, cortometraggio, regia di Jacques Poitrenaud (1960)
- A briglia sciolta (La bride sur le cou), regia di Jean Aurel (1961)
- Mourir d'amour, regia di Dany Fog (1961)
- Les Nouveaux Aristocrates, regia di Jacques Rigaud (1961)
- ¿Pena de muerte?, regia di Josep Maria Forn (1961)
- Virginie, regia di Jean Boyer (1962)
- Le manteau de vison, episodio de I fortunati (Les veinards), regia di Jean Girault (1963)
- I tre affari del signor Duval (Pouic-Pouic), regia di Jean Girault (1963)
- Intrigo a Parigi (Monsieur), regia di Jean-Paul Le Chanois (1964)
- 7-9-18 da Parigi un cadavere per Rocky (Des pissenlits par la racine), regia di Georges Lautner (1964)
- Les Durs à cuire ou Comment supprimer son prochain sans perdre l'appétit, regia di Jacques Pinoteau (1964)
- Caccia al maschio (La Chasse à l'homme), regia di Édouard Molinaro (1964)
- Quattro spie sotto il letto (Les Barbouzes), regia di Georges Lautner (1964)
- Les Bons vivants, episodio di Per favore, chiudete le persiane (Les Bon vivants), regia di Georges Lautner (1965)
- Galia, regia di Georges Lautner (1966)
- Rififi internazionale (Du rififi à Paname), regia di Denys de La Patellière (1966)
- Baleari operazione Oro (Zarabanda Bing Bing), regia di José Marìa Forqué (1966)
- Licenza di esplodere (Ne nous fâchons pas), regia di Georges Lautner (1966)
- Vicky... Cover Girl (À belles dents), regia di Pierre Gaspard-Huit (1966)
- Femmina (La grande sauterelle), regia di Georges Lautner (1967)
- James Bond 007 - Casino Royale (Casino Royale), registi vari(1967)
- La bionda di Pechino (La Blonde de Pékin), regia di Nicolas Gessner (1967)
- La signora non si deve uccidere (Fleur d'oseille), regia di Georges Lautner (1967)
- Week-end, un uomo e una donna dal sabato alla domenica (Week End), regia di Jean-Luc Godard (1967)
- Summit, regia di Giorgio Bontempi (1968)
- Addio Jeff! (Jeff), regia di Jean Herman (1969)
- Quei temerari sulle loro pazze, scatenate, scalcinate carriole (Monte Carlo or Bust!), regia di Ken Annakin (1969)
- Lei non fuma, lei non beve, ma... (Elle boit pas, elle fume pas, elle drague pas, mais... elle cause!), regia di Michel Audiard (1970)
- Borsalino, regia di Jacques Deray (1970)
- Madly, il piacere dell'uomo (Madly), regia di Roger Kahane (1970)
- Il rompiballe... rompe ancora (Fantasia chez les ploucs), regia di Gérard Pirès (1971)
- Tre canaglie e un piedipiatti (Laisse aller... c'est une valse), regia di Georges Lautner (1971)
- C'era una volta un commissario... (Il était une fois un flic), regia di Georges Lautner (1972)
- L'humeur vagabonde, regia di Édouard Luntz (1972)
- Alto, biondo e... con una scarpa nera (Le Grand Blond avec une chaussure noire), regia di Yves Robert (1972)
- Non c'è fumo senza fuoco (Il n'y a pas de fumée sans feu), regia di André Cayatte (1973)
- Hai mai provato... in una valigia? (La Valise), regia di Georges Lautner (1973)
- O.K. patron, regia di Claude Vital (1974)
- Esecutore oltre la legge (Les Seins de glace), regia di Georges Lautner (1974)
- Borsalino and Co., non accreditata, regia di Jacques Deray (1974)
- Con mia moglie è tutta un'altra cosa (Dis-moi que tu m'aimes), regia di Michel Boisrond (1974)
- Il grande biondo (Le Retour du Grand Blond), regia di Yves Robert (1974)
- La ragazza di madame Claude (Le Téléphone rose), regia di Edouard Molinaro (1975)
- Caccia al montone (L'Ordinateur des pompes funèbres), regia di Gérard Pirès (1976)
- Viaggio di paura (Les Passagers), regia di Serge Leroy (1977)
- L'ultimo giorno d'amore (L'Homme pressé), regia di Edouard Molinaro (1977)
- Morte di una carogna (Mort d'un pourri), regia di Georges Lautner (1977)
- Les Ringards, regia di Robert Pouret (1978)
- Per la pelle di un poliziotto (Pour la peau d'un flic), regia di Alain Delon (1981)
- Jamais avant le mariage, regia di Daniel Ceccaldi (1982)
- L'estate dei nostri quindici anni (L'Été de nos quinze ans), regia di Marcel Jullian (1983)
- Si elle dit oui... je ne dis pas non, regia di Claude Vital (1983)
- Réveillon chez Bob, regia di Denys Granier-Deferre (1984)
- La Vie dissolue de Gérard Floque, regia di Georges Lautner (1987)

## Doppiatrici italiane
- Maria Pia Di Meo in I fortunati, Intrigo a Parigi
- Rita Savagnone in C'era una volta un commissario..., L'ultimo giorno d'amore
- Fiorella Betti in Licenza di esplodere